# Bonnut
Bonnut je naselje in občina v francoskem departmaju Pyrénées-Atlantiques regije Akvitanije. Naselje je leta 2009 imelo 670 prebivalcev.

## Geografija
Kraj leži v pokrajini Gaskonji 50 km severozahodno od Pauja.

## Uprava
Občina Bonnut skupaj s sosednjimi občinami Baigts-de-Béarn, Balansun, Castétis, Lanneplaà, Orthez, Puyoô, Ramous, Saint-Boès, Saint-Girons-en-Béarn, Salles-Mongiscard, Sallespisse in Sault-de-Navailles sestavlja kanton Orthez s sedežem v Orthezu. Kanton je sestavni del okrožja Pau.